# Capitán Sarmiento (ciudad)
Capitán Sarmiento es la ciudad cabecera municipal del partido homónimo, en la provincia argentina de Buenos Aires. Cuna de la Bandera Bonaerense.
Se encuentra a 145 km de Buenos Aires, por la RN 8

## Historia
Ligado en sus orígenes a las poblaciones indígenas de la zona -Cahuané-, luego a la conquista española, y más tarde al tendido de las vías del ferrocarril, el pueblo de Capitán Sarmiento fue fundado el 11 de junio de 1884. El afloramiento de la población se remonta, no obstante, a 1884, fecha en que Gerardo Gómez establece un comercio junto a la estación de ferrocarril que unía a San Antonio de Areco con Pergamino.
La creación del Partido Capitán Sarmiento se estableció en 1961 con tierras pertenecientes hasta entonces al distrito de Bartolomé Mitre, hoy Arrecifes.
Tras un concurso convocado en 1995 por la Subsecretaría de Cultura bonaerense, para seleccionar la bandera que identificaría a la provincia, y habiendo resultado elegido el diseño de un grupo de cinco chicos sarmientenses, en 1997 el entonces Gobernador Duhalde firmó un decretó por el que declaró a la localidad “Cuna de la bandera bonaerense”.

## Toponimia

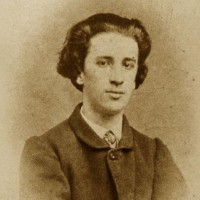
Capitán Dominguito Fidel Sarmiento (1845 - 1866).

El nombre dado a la estación, Capitán Sarmiento, se adoptó como homenaje a Domingo Fidel Sarmiento (Dominguito), hijo adoptivo de Domingo Faustino Sarmiento, muerto en la batalla de Curupaytí durante la Guerra de la Triple Alianza.

## Población
Cuenta con 13,088 habitantes (Indec, 2010), lo que representa un incremento del 15,6 % frente a los 11,316 habitantes (Indec, 2001) del censo anterior.
| Gráfica de evolución demográfica de Capitán Sarmiento entre 1914 y 2010 |
|                                                                         |
| Fuentes: INDEC                                                          |

## Cuna de la bandera bonaerense

Bandera de la provincia de Buenos Aires.

En 1996, con los "Torneos Bonaerenses", se concursa "Buscando la Bandera Bonaerense", para diseñar la bandera provincial.
La bandera ganadora fue diseñada por los alumnos Matías Hiribarne, Fernando Barroso, Facundo Bailo, Ignacio Rossi y Esteban Carrasco, de dos colegios secundarios de Capitán Sarmiento, La misma fue elegida por 1 400 000 alumnos de entre 6 y 14 años, donde se obtuvieron el (74 % de votos) el 12 de agosto de 1997.
La ciudad fue declarada "Cuna de la Bandera Bonaerense". Su jura se realizó en Luján el 28 de noviembre de 1997.
La bandera representa el esplendor con el sol, y la gloria por el laurel, y la provincia se sustenta en la producción representada en la rueda dentada. La línea roja simboliza el pueblo y el federalismo; pueblo entre campo y cielo, plasmados en el verde y en el azul de la enseña.

## Turismo
En la ciudad de Capitán Sarmiento conocida por ser la cuna de la bandera bonaerense, se encuentra el balneario municipal.
Uno de los motivos por los que el balneario es tan elegido por la gente para pasar un gran momento en familia, es por el bello lago en el que se practica la pesca, en este abundan peces tales como: la anguila, la paraiba, el dorado, trucha plateada, entre otros. Además de su parque para niños y su extenso terreno donde se puede practicar deportes como fútbol, softball, vóley y pool entre otros, podemos ]encontrar piletas de aguas frías y cálidas y su camping, el cual posee todas las comodidades que una familia necesita para su estadía (desde aparcamiento, fogones, despensa, baños con todo incluido, hasta la iluminación de seguridad, abastecimiento eléctrico, etc.)
La fachada antigua de los edificios de la ciudad son de gran atracción para el turista, ya que son de estilo criollo-anglosajón.
Museo Centro Cultural “La Estación” , comprendido por el edificio de la antigua Estación de Ferrocarril. Este edificio acogía desde hacía largo tiempo a la Casa de la Cultura, espacio que aún perdura y al que se suman la Casa del Artesano y talleres de actividades artísticas como dibujo, pintura, cerámica, alfarería, actuación, canto, entre otras. Situado en la Av. Juan Manuel de Rosas y Bv. Mitre.
El Monasterio Retiro San Pablo, emplazado en la inmensidad del campo, fue fundado por la orden de los Padres Pasionistas en 1888. Puede visitarse en la zona rural, al sudoeste de la ciudad donde se realizan espectáculos de doma y peñas folclórica todos los años con puestos de artesanos, comida y regaleria.
Todos los años a principio del mes de marzo se realiza la "Feria Artesanías Cahuané". El mismo es un festival q dura cuatro noches (jueves, viernes, sábado y domingo)el cual se caracteriza por tener espectáculos musicales (en su mayoría folclóricos) mezclando artistas locales y artistas de renombre, aunque el plato fuerte es la feria artesanal donde vienen los mejores y más renombrados artesanos del país a exponer su arte. El festival también cuenta con la elección de la reina del Cahuané donde las bellas mujeres son elegidas por el público presente mediante su voto

## Deporte
El museo de la casa de la cultura es reconocido por los deportes:
- El polo: incorporado en 1931 en el Trébol Polo Club cuyo equipo ganó el Abierto Argentino en 8 oportunidades, el team integrado por los hermanos Luis y Heriberto Duggan y Julio y Carlos Menditeguy fue en su época el mejor del mundo.
- El fútbol: en el que se destacaron los deportistas Rolando Escudero(el rolyy), Carlos Wiuwtrich, Jorge Carrasco y el dirigente Biain (todos ellos en San Lorenzo de Almagro).
- El automovilismo: Carlos Menditeguy, piloto de automovilismo.
- El ciclismo: en el que se destacaron el "Mono" Berti, los hermanos Macci, Roberto "Coco" Rivarola.
- En pelota paleta o pelota vasca: se destaca Carlos Gustavo Huete ganador de una medalla de oro en los Campeonatos Mundiales de Pelota Vasca y una medalla de bronce en los Juegos Olímpicos de Barcelona 1992, donde se incluyó a la pelota vasca como deporte de exhibición y campeón mundial en 1990.

## Casa de la Cultura
Se restauró y puso en valor el edificio de "La Estación", financiada con fondos del Programa de Recuperación y Puesta en Valor de Edificios de Valor Histórico en forma conjunta con la Dirección de Arquitectura del Ministerio de Infraestructura, Vivienda y Servicios Públicos y el Instituto Cultural. se re-inauguró en octubre de 2005, recuperando un edificio símbolo y orgullo del municipio. Actualmente hay talleres donde se enseña a tocar instrumentos, canto, alfarería, dibujo, etc. Además cuenta con museo donde se pueden ver imágenes antiguas del pueblo y muchos elementos relacionado con la historia del ferrocarril.

## Barrios de la ciudad
- San Cayetano
- San Carlos
- Banco Provincia
- Municipal
- Rabellino
- Pilar
- Independiente
- La Loma
- La Liga
- Fonavi
- Los Milagros
- La Cumparsita
- Las Flores
- Centro
- San José
- Barraca
- Dieta
- Lucotti
- Amanecer
- Mudinda
- Verdún
- Los Patos
- El Tropezón

## El Trébol Polo Club
Su primer presidente fue Juan T. Duggan. Incorporado en 1931, sus equipos ganaron el campeonato Argentino Abierto en 8 oportunidades. El team integrado por los hermanos Luis y Heriberto Duggan y Julio y Carlos Menditeguy fue en su época el mejor del mundo. Utilizaban camiseta azul gris con bandolera roja.

## Capilla Nuestra Señora del Pilar
Se ubica frente al Palacio Municipal. El templo católico se inauguró el 12 de octubre de 1897.

## Taller y Museo Histórico
Muestra del pasado de los pueblos originarios, criollo, religioso y militar. El edificio es estilo "colonial pampeano", con un piso de alto, rejas de estilo y fachada de la época.
El lugar escenifica una pulpería. El detalle más típico es una reja que separa al pulpero de los clientes, debido a la inseguridad que se vivía en aquella época.

## En la cultura popular
En esta localidad se rodó la película "No habrá más penas ni olvido" de 1983, con Federico Luppi, Julio De Grazia y Rodolfo Ranni, aunque con el nombre ficticio de "Colonia Vela".